# Bárányokhoz palota (Krakkó)
A Bárányokhoz címzett palota (lengyelül: pałac „Pod Baranami”, más néven Potocki palota, pałac Potockich) épület Krakkó főterén, a Rynek Główny sarkánál.

## Története
A hagyomány szerint a palota helyén korábban egy kocsma állt, melynek udvarán juhokat árultak a krakkói lakosoknak. Innen származik a ház elnevezése és emblémája: „Gdzie Barany” (magyarul: „ahol a bárányok”), illetve két kos, melyek feje összeér. A gótika korából származó emblémát a ház későbbi felújításakor egy eldugott szegletben megtalálták.
A 15-16. századi épület – mely nem tűnt el teljesen, mivel a mai palotába beépítették – a város leghíresebb vendéglőjének adott otthont. Gyakran látogatták írók és költők is, többek között Jan Kochanowski, Mikołaj Rej és Łukasz Górnicki. A 16. században Justus Ludwig Decjusznak, Öreg Zsigmond király titkárának a tulajdonába került, aki a szomszédos gótikus épülettel egybeépíttette és egy reneszánsz palotát alakított így ki.
1577-ben a palotát az új király, Báthory István vásárolta meg, aki azt 1579-ben hadvezérének – korábbi halálos ellenségének –, Bekes Gáspárnak adományozta. Ebben az időben Balassi Bálint is gyakran megfordult az épületben.
A 17. században az épület a Radziwiłł hercegi család tulajdona lett, majd a Wielopolscy családé. 1822-ben Artur Potocki vette meg, és egészen a második világháborúig a Potockiak tulajdona volt.

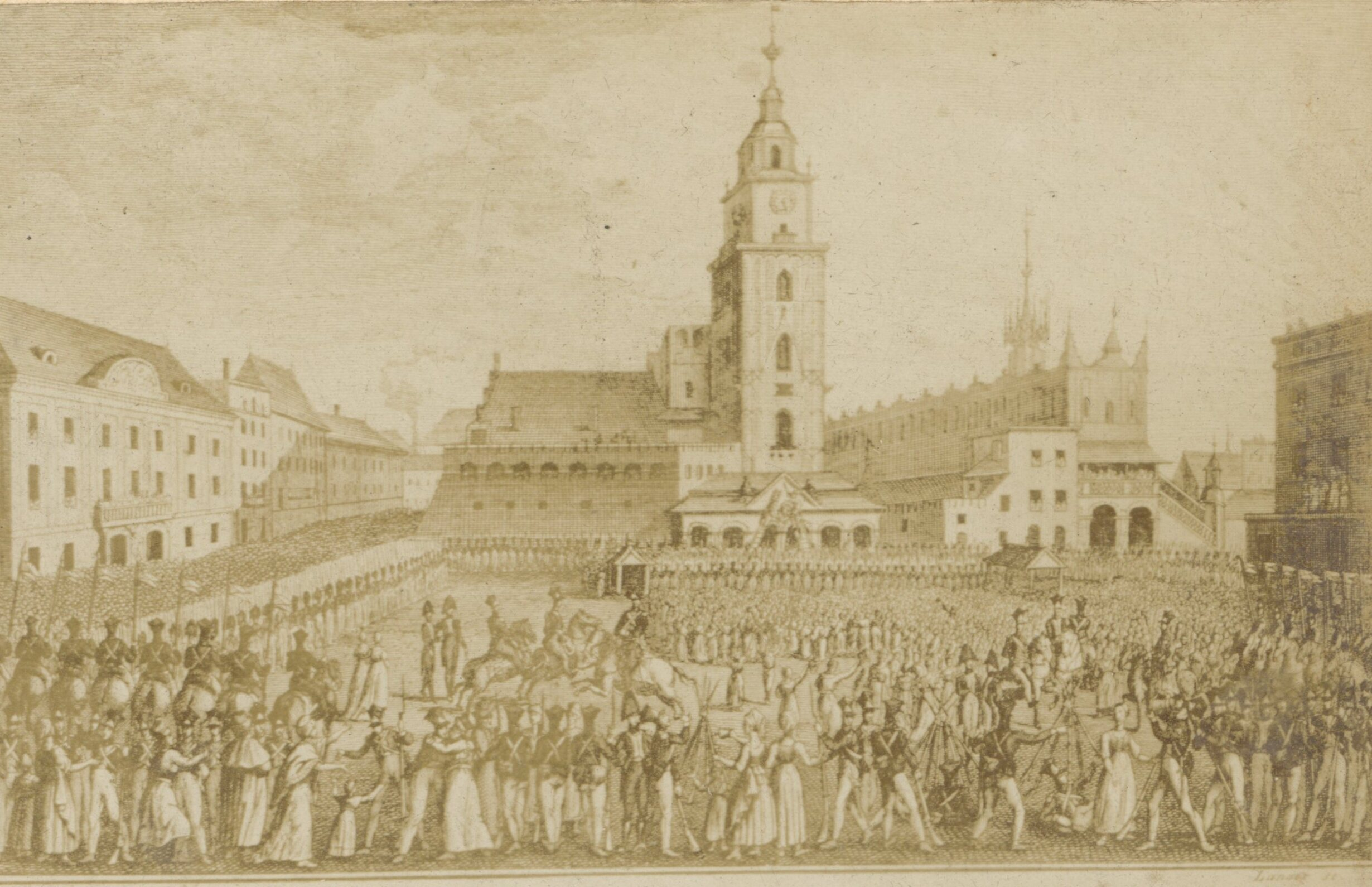
A Bárányokhoz címzett palota 1809-ben. Balról az első épület.

1846 áprilisában, a krakkói felkelés idején a ház a Nemzeti Gárda parancsnokságának székhelye volt.
1853-1854 folyamán készültek a bejárati kapu melletti erkélyhordozó kariatidák. A három jellegzetes kosfej Franciszek Maria Lanci olasz származású lengyel építész alkotása. 1860-ban átfogóan felújították az épületet és egy újabb szinttel emelték meg, ami így háromemeletessé vált. Az átépítések, rekonstrukciók ellenére a régebbi építészeti emlékekből is bőven maradt. Gótikus részek láthatók az alagsorban, a földszinten (gótikus szoba) és a belső udvarban. A homlokzaton máig láthatók barokk díszek, a palota belső tereiben pedig számos 17-19. századi díszítés.
A 19-20. század fordulóján a „Barany” a krakkói konzervatív körök találkozóhelyévé és politikai életének központjává vált, ugyanakkor egész Krakkó társadalmi és kulturális életének a centrumaként is működött. A Potocki család festménygalériát működtetett benne, mely velencei, holland és német mesterek értékes képeit tartalmazta. Antik bútorok, porcelánok és régi nemesi köntösök, köntösövek (Pas kontuszowy) gyűjteményét is kiállították. A palota belső tereit a tulajdonosok engedélyével lehetett látogatni.
Az első világháború alatt katonai kórházat rendeztek be benne. Az 1939 szeptemberi német megszállás idején a krakkói kerület székhelye lett, a felszabadulás után pedig szovjetek második világháborús központja. Itt székelt a Smiersz és az NKVD parancsnoksága.
A háború után a Krakkói Kultúra Háza (Krakowskiemu Domowi Kultury) kapott otthont az épületben, melyet 1990-ig használt. A korábbi tulajdonosok ekkor visszakapták a házat, de a következő nap az épület egy részét tűz pusztította el. A felújítás több éven át tartott.
A palotát az évszázadok alatt számos híres államférfi kereste fel. 1709-ben itt tartózkodott Alekszej orosz cár, 1809-ben Józef Poniatowski herceg, 1810-ben I. Frigyes Ágost szász király és varsói herceg, 1880-ban pedig I. Ferenc József császár.
1956-ban az épület alagsorában alapították meg a Piwnica pod Baranami nevű híres kabarét, 1969-ben meg a szintén nemzetközi hírűvé vált pod Baranami elnevezésű stúdiómozit, melyek máig működnek.

## Magyar vonatkozások

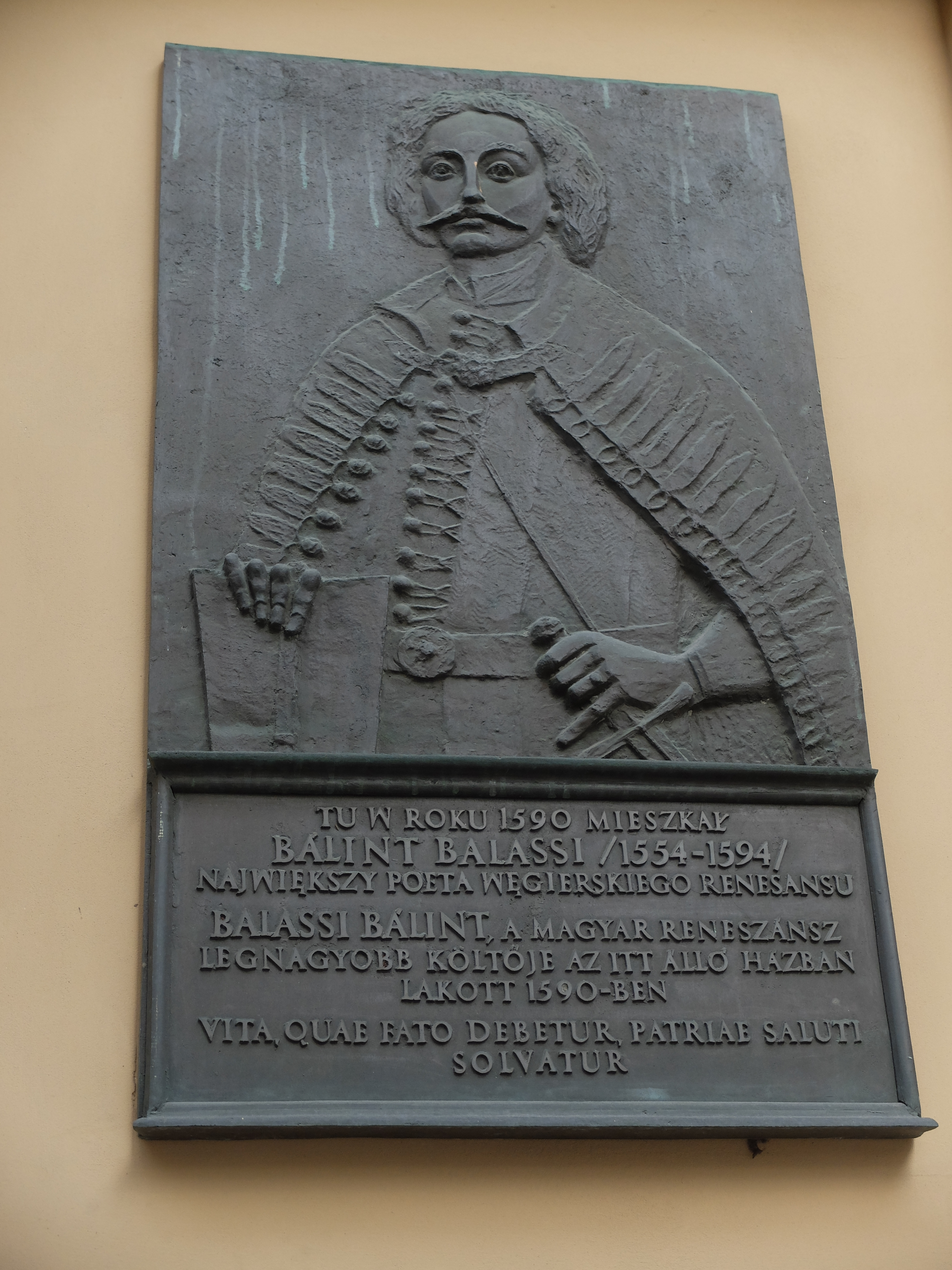
Balassira emlékező tábla a ház falán (1995)

Bekes Gáspár még abban az évben elhunyt, ahogy az épületet megkapta. Végrendeletében a házat felesége, Sárkándi Anna tulajdonába adta azzal a meghagyással, hogy ha újra férjhez menne, akkor a ház legyen a fiaiké, akik ekkor még kiskorúak voltak. Az özvegy 1584-ben Wesselényi Ferenc felesége lett. Wesselényi a ház tulajdonjogát megszerezte, de valószínűleg nem a házasság révén, hanem mert korábban hitelezője volt Bekesnek. Maga a végrendelet is úgy szólt, hogy Sárkándi a „marhákból” elégítse ki a hitelezőket.
Balassi Bekes Gáspár katonája volt, és egy ideig Báthory ellensége, de hozzá hasonlóan később ő is megbékélt a fejedelemmel. 1589-ben Krakkóban élt Wesselényi vendégeként, aki fogadót üzemeltetett feleségével a „pod Baranami”-ban. Itt fogantak a kései Célia-versek. Irodalomtörténészek szerint a Célia név Sárkándi Annát takarja.
Ez világ minékünk, kiben mi most élünk,

vendégfogadó házunk,

Kiben ha ma lakunk, vagy jót vagy bút látunk,

de holnap meg kimúlunk,

Azért azon légyünk, azmíg tart életünk,

légyen víg telünk-nyarunk!
Balassira 1995 óta kétnyelvű bronztábla emlékeztet a palota falán. A táblát Bronisław Chromy készítette, és Kovács István főkonzul közbenjárására helyezték ki a tulajdonosok, akik kezdetben nem értették, hogy az épületben megfordult számtalan híres művész, államférfi közül miért éppen egy magyar költő neve kerüljön ki a házra.

## Fordítás
- Ez a szócikk részben vagy egészben a  Pałac „Pod Baranami” című lengyel Wikipédia-szócikk ezen változatának fordításán alapul.  Az eredeti cikk szerkesztőit annak laptörténete sorolja fel. Ez a jelzés csupán a megfogalmazás eredetét és a szerzői jogokat jelzi, nem szolgál a cikkben szereplő információk forrásmegjelöléseként.